# George Pelecanos
George Pelecanos (18 de febrero de 1957) es un escritor, productor y guionista estadounidense de origen griego.

## Biografía
Nació en 1957 en Washington D. C. en el seno de una familia de origen griego que regentaba una cafetería en Washington D. C. A los 11 años comenzó a trabajar en la cafetería familiar, de la que se hizo cargo a los 19 años debido a una enfermedad de su padre. En la actualidad sigue viviendo en el mismo barrio donde creció en Washington D. C. junto a su mujer y tres hijos.

## Obra

### Televisión
Pelecanos participó desde el 2002 como guionista en la serie The Wire de la cadena HBO, posteriorimente se convirtió en productor de la misma.  Es el creador del personaje que aparece por primera vez en la tercera temporada Dennis "Cutty" Wise.
Participó como guionista en la serie Treme de la HBO.
Tras la conclusión de Treme, Pelecanos trabajó con Eric Overmyer en la serie Bosch. La serie fue desarrollada por Overmyer y está basada en la serie de novelas de Michael Connelly. La serie está protagonizada por los ex alumnos de The Wire, Jamie Hector y Lance Reddick. Pelecanos y Michael Connelly coescribieron el cuarto episodio del programa, "Fugazi".

En 2017, HBO estrenó The Deuce, una nueva serie desarrollada por Pelecanos y David Simon. El programa se centra en el nacimiento de la industria de la pornografía en la década de 1970 en Nueva York.
En 2019, la antología D.C. Noir de Pelecanos se convirtió en una película que presenta varias historias cortas de ficción sobre crímenes que tuvieron lugar en Washington D. C. Pelecanos escribió el guion y también se desempeñó como director y productor ejecutivo. La película se rodó en Washington D. C..